# Chorisoblatta bolivari
Chorisoblatta bolivari är en kackerlacksart som först beskrevs av Robert Walter Campbell Shelford 1909.  Chorisoblatta bolivari ingår i släktet Chorisoblatta och familjen småkackerlackor.
Artens utbredningsområde är Kamerun. Inga underarter finns listade i Catalogue of Life.